# Saint-Jean-des-Échelles
Saint-Jean-des-Echelles – miejscowość i gmina we Francji, w regionie Kraj Loary, w departamencie Sarthe.
Według danych na rok 1990 gminę zamieszkiwało 230 osób, a gęstość zaludnienia wynosiła 22 osób/km² (wśród 1504 gmin Kraju Loary Saint-Jean-des-Echelles plasuje się na 1038. miejscu pod względem liczby ludności, natomiast pod względem powierzchni na miejscu 988.).